# عيسى الهوتي
عيسى الهوتي مواليد 6 ديسمبر 2000، لاعب كرة قدم إماراتي يجيد اللعب كحارس مرمى مع نادي كلباء الإماراتي .